# Feliks Maciejowski
Feliks Erazm Jan Nepomucen Maciejowski herbu Ciołek, także jako Szczęsny Maciejowski (ur. 15 maja 1799 w Jurowcach, zm. 25 lutego 1882 we Lwowie) – polski lekarz.

## Życiorys
Feliks Erazm Jan Nepomucen Maciejowski (także określany jako Szczęsny Maciejowski) urodził się 15 maja 1799 w Jurowcach. Był synem Franciszka (herbu Ciołek) i Anny z Lychowskich. Ukończył gimnazjum w Przemyślu, następnie kurs filozoficzny we Lwowie. Studiował medycynę w Wiedniu. 3 czerwca 1826 uzyskał tam dyplom lekarza – stopień magistra sztuki położniczej i doktora medycyny na podstawie rozprawy De scrophulosi. Następnie przez cztery lata odbywał podróż naukową. W tym czasie dokształcał się i praktykował za granicą, w klinikach i szpitalach niemieckich i francuskich. Przez trzy lata przebywał w Paryżu, udzielając się jako lekarz hr. Leona Potockiego.
Po wybuchu powstania listopadowego przybył do Warszawy, gdzie mianowany przez Rząd Narodowy służył jako lekarz sztabowy, kierownik, ordynator i naczelny lekarz wojskowego Szpitala Ujazdowskiego. Wyróżnił się skutecznym stosowaniem nowatorskich metod leczenia. Za wzorową pracę na stanowisku lekarza ordynującego 4 września 1831 został odznaczony Krzyżem Złotym Orderu Virtuti Militari (numer 2410).
Później udał się na emigrację do Paryża, skąd przybył ponownie na obszar Galicji w 1832. W tym roku osiadł we Lwowie, gdzie pozostał przez 50 lat życia i pracował prywatnie jako lekarz. Był m.in. lekarzem domowym rodziny Fredrów. Był powszechnie szanowanym lekarzem, propagował naukę pływania, leczenie uzdrowiskowe, interesował się homeopatią. Publikował prace w dziedzinie medycyny. Wydał broszurę pt. Prawidła ochrony prywatnej w czasie zbliżania i pojawiania się cholery azjatyckiej, z obecnego stanowiska umiejętności lekarskiej i według licznych własnych postrzeżeń w epidemiach tej choroby na ziemi ojczystej (pierwotnie w 1866 opublikowane pod pseudonimem doktor Ludolub Szczęsny, następnie w tym samym roku opublikowane w wydaniu poprawionym i powiększonym pod własnym nazwiskiem). Po jego wpływem doszło we Lwowie do rozwiązania działającego w języku niemieckim Towarzystwa Lekarzy. Działał na rzecz utworzenia Towarzystwa Lekarzy Galicyjskich (w 1867), w którym przez pierwsze dwa lata pełnił potem funkcję pierwszego prezesa. Pełnił mandat radnego rady miejskiej we Lwowie od 1848 do 1872. 30 czerwca 1876 uroczyście obchodził jubileusz 50-lecia pracy lekarskiej. Do końca życia był jednym z najstarszych lekarzy we Lwowie.
Był żonaty z Eugenią Gregoire. Ich córkami były Eugenia, Helena, Leonia (żona księgarza Karola Wilda). Był także teściem dyrektora szpitala powszechnego we Lwowie, dr. Bolesława Głowackiego.
W lutym 1882 uległ wypadkowi, potrącony przez woźnicę wzgl. przejechany. Zmarł 25 lutego 1882 we Lwowie. Został pochowany na Cmentarzu Łyczakowskim we Lwowie.